# Bataille de Wad-Ras
Guerre hispano-marocaine (1859-1860)
Batailles

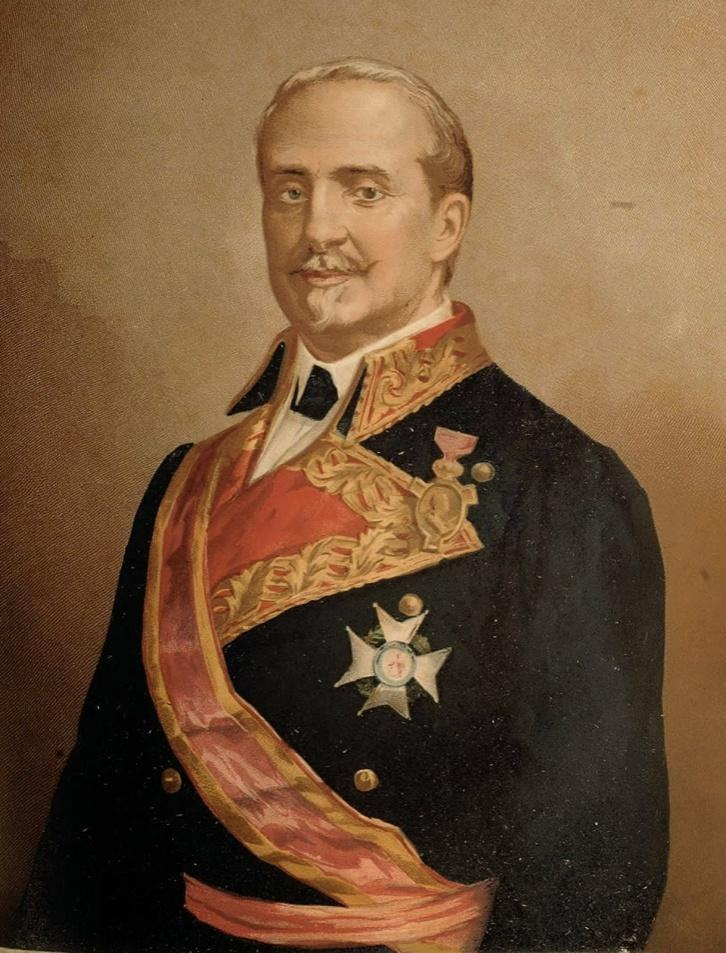
Leopoldo O'Donnell

La bataille de Wad-Ras, également appelée bataille de Vad-Ras ou Gualdrás, est le dernier affrontement de la guerre hispano-marocaine, survenu le 23 mars 1860. Il succède à la bataille de Castillejos et à la bataille de Tétouan, ces dernières complétant l'action militaire coloniale menée par l'Espagne dans le nord du Maroc prenant comme prétexte de mettre fin aux attaques marocaines contre la place forte espagnole de Ceuta qui était considérée par les Marocains comme un territoire occupé.

## Déroulement
Après avoir conquis Tétouan en février 1860, la force expéditionnaire espagnole, sous le commandement du général Leopoldo O'Donnell (président du gouvernement et ministre de la guerre espagnol), décida de continuer sa progression vers Tanger. Le 23 mars, les troupes dirigées par les généraux Rafael Echagüe, Antonio Ros de Olano (en) et Joan Prim (dont l'intervention se révéla décisive), vainquirent les forces marocaines dans la vallée de Wad-Ras. Cette défaite démoralisa les armées irrégulières marocaines et provoqua immédiatement une proposition de cessez-le-feu et un dialogue entre les belligérants.

## Conséquences
La paix fut signée à Tétouan le 26 avril 1860 par le traité de Wad-Ras entre l'Espagne, représentée par O'Donnell et l'Empire Chérifien, représenté par Muley-el-Abbas, le fils du sultan. Conformément à ce traité, l'Espagne put agrandir la place de Ceuta et annexer Sidi Ifni.

## Postérité
Le musée du Prado possède une peinture à l'huile sur un cadre de 54 sur 182 cm, décrivant la bataille de Wad-Ras, réalisée par Mariano Fortuny, mandaté par le conseil de Barcelone pour recréer pour la postérité l'atmosphère de la bataille et les soldats espagnols qui y ont participé, car beaucoup étaient originaires de Barcelone.
Les lions du Congrès des députés, fabriqués en bronze par le sculpteur espagnol Ponciano Ponzano, furent modelés avec les canons capturés aux marocains durant la bataille.

## Sources
- (es) Cet article est partiellement ou en totalité issu de l’article de Wikipédia en espagnol intitulé « Batalla de Wad-Ras » (voir la liste des auteurs).